# Imianowo
Imianowo (ros. Имяново) – wieś (dieriewnia) w Rosji, w Baszkortostanie, w rejonie bałtaczewskim. W 2021 liczyła 99 mieszkańców.